# Tifón Maemi

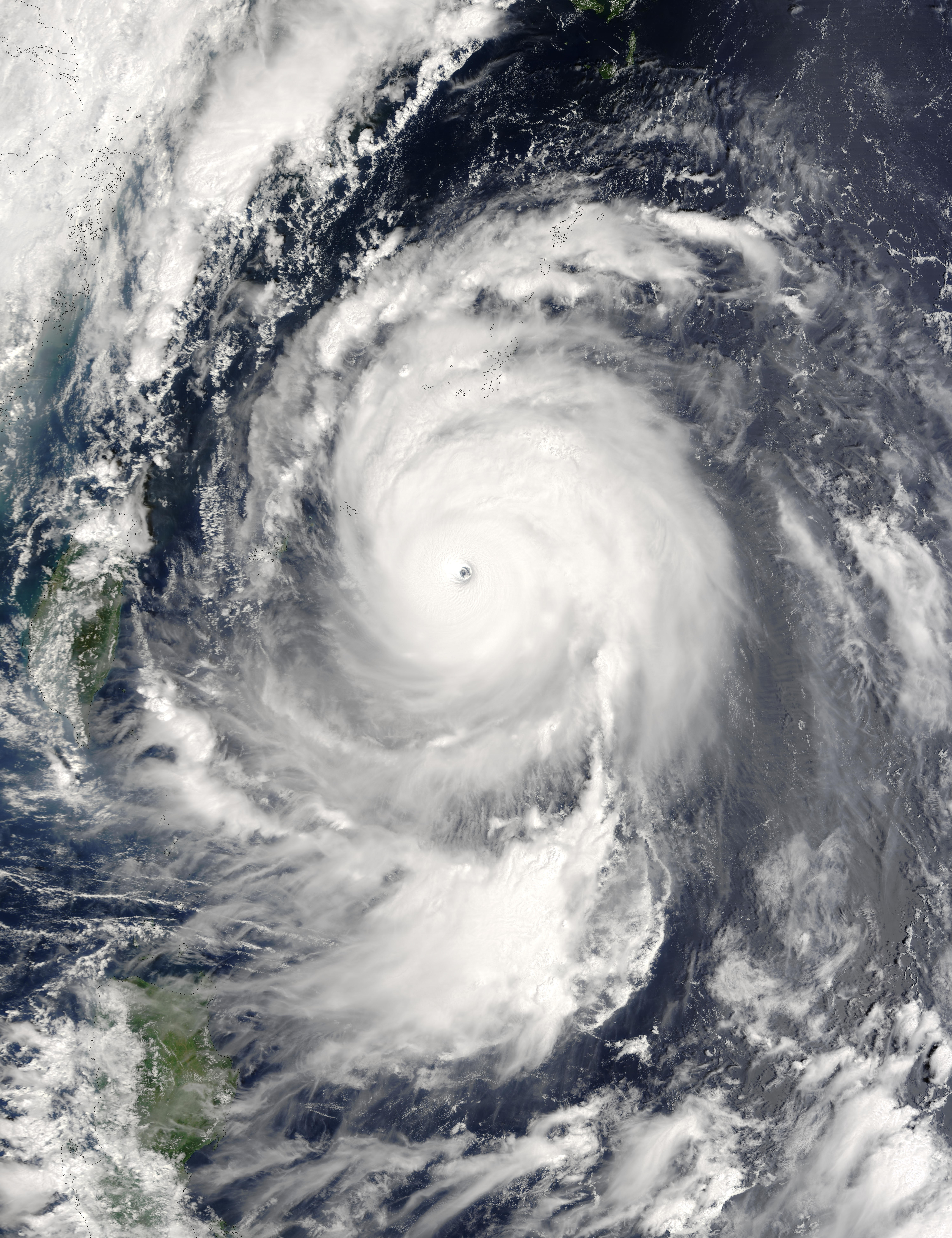
Tifón Maemi

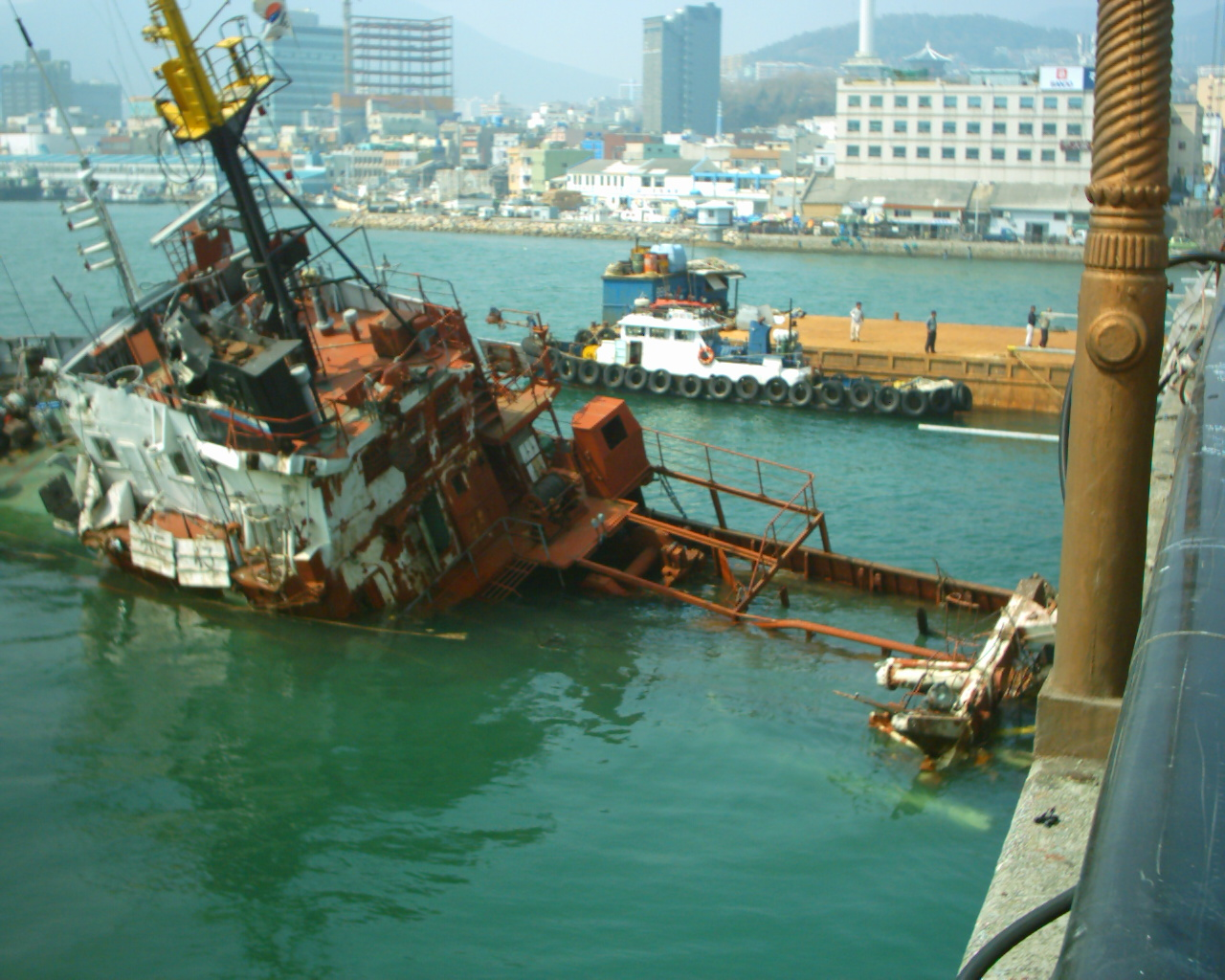
Maemi Wreck, Yeongdo Bridge, Busan

El Tifón Maemi (pronunciado [mɛ.mi]), conocido en Filipinas como Tifón Pogi, fue el tifón más poderoso que azotó Corea del Sur desde que se inició el mantenimiento de registros en el país en 1904. Maemi se formó el 4 de septiembre de 2003 a partir de una perturbación en una vaguada monzónica en el Océano Pacífico occidental. Poco a poco se intensificó en la tormenta tropical Maemi mientras se movía hacia el noroeste, convirtiéndose en tifón el 8 de septiembre. Ese día, las condiciones favorables facilitaron un fortalecimiento más rápido; la tormenta desarrolló un ojo bien definido y alcanzó vientos máximos sostenidos máximos de 195 km/h. Mientras estaba cerca de la intensidad máxima, Maemi desaceleró y comenzó a girar hacia el norte-noreste. Poco después, la pared del ojo pasó sobre la isla japonesa de Miyako-jima el 10 de septiembre y produjo una lectura de presión de aire de 912 mbar, la cuarta más baja registrada en la nación. Debido a las aguas cálidas, Maemi pudo mantener gran parte de su intensidad antes de tocar tierra justo al oeste de Busan, Corea del Sur, el 12 de septiembre. El tifón se volvió extratropical en el Mar del Japón al día siguiente, aunque sus restos persistieron durante varios días, azotando el norte de Japón con fuertes vientos.
El tifón afectó por primera vez a las Islas Ryūkyū de Japón. En Miyako-jima, los fuertes vientos dañaron 104 edificios y dejaron al 95% de los residentes sin electricidad. Maemi provocó fuertes lluvias allí, con tasas de 58.5 mm en una hora y 402.5 mm en 24 horas, esta última estableciendo un récord. Una persona murió en Miyako-jima luego de ser golpeada por escombros en el aire. En otras partes de Japón, la tormenta provocó la cancelación de vuelos y los deslizamientos de tierra provocados por las lluvias bloquearon las carreteras. Hubo otras dos muertes en Japón, y los daños ascendieron a ¥11.3 mil millones de yenes (JPY, $96 millones de dólares). Los daños fueron mayores en Corea del Sur, particularmente donde se trasladó a tierra. En la Provincia de Jeju, Maemi produjo una ráfaga de viento máxima de 216 km/h y una presión mínima de 950 mbar, ambas estableciendo récords para el país; la lectura de presión rompió la presión más baja establecida desde hace mucho tiempo por el tifón Sarah en 1959. Los vientos en Busan cerca del lugar de llegada a tierra alcanzaron 154 km/h, el segundo más alto registrado. El puerto sufrió graves daños, lo que restringió las exportaciones en los meses posteriores a la tormenta. A nivel nacional, los fuertes vientos destruyeron alrededor de 5000 casas y dañaron 13000 hogares y negocios, dejando a 25000 personas sin hogar. Aproximadamente 1.47 millones de hogares se quedaron sin electricidad y se produjeron daños generalizados en los cultivos, lo que resultó en la cosecha de arroz más pobre de los últimos 23 años. En toda Corea del Sur, Maemi mató a 117 personas y el daño total ascendió a 5.52 billones de wones (KRW, US $4.8 mil millones).

## Historia meteorológica

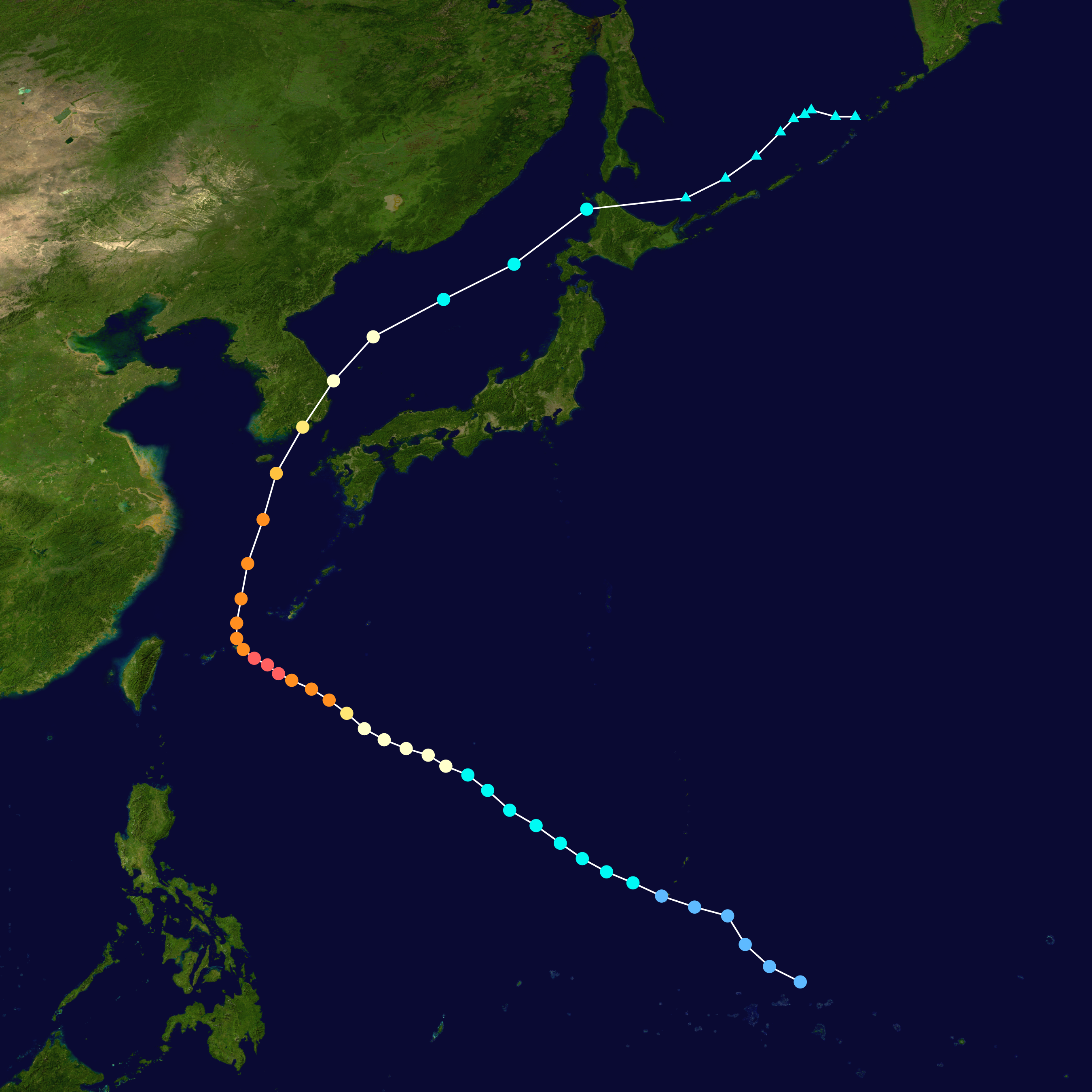
Maemi track

A principios de septiembre de 2003, una vaguada monzónica generó una perturbación tropical cerca de Guam. El sistema consistía en un área desorganizada de convección, o tormentas eléctricas, en un área de cizalladura moderada del viento. Para el 4 de septiembre, la convección se estaba organizando mejor en torno a una circulación débil de bajo nivel. A pesar de la cizalladura del viento, el sistema continuó desarrollándose, convirtiéndose en una depresión tropical al norte del estado de Chuuk. A las 0200 UTC del 5 de septiembre, el Centro Conjunto de Advertencia de Tifones (JTWC) emitió una Alerta de Formación de Ciclón Tropical, y más tarde ese día inició avisos sobre la Depresión Tropical 15W al oeste de Guam. En ese momento, la convección había aumentado en el centro. Durante la primera semana de su existencia, el ciclón siguió generalmente hacia el noroeste, dirigido por una cresta subtropical hacia el norte.
A principios del 6 de septiembre, la Agencia Meteorológica de Japón (JMA) actualizó la depresión a tormenta tropical y la llamó Maemi. Con condiciones más favorables, incluida una menor cizalladura del viento y un mayor flujo de salida, la tormenta continuó intensificándose. La JMA actualizó Maemi a tormenta tropical severa el 7 de septiembre y al estado de tifón, vientos de más de 119 km/h, al día siguiente. El JTWC había actualizado a Maemi al estado de tifón el 7 de septiembre después de que apareciera una característica ocular en las imágenes de satélite. También por esa época, la Administración de Servicios Atmosféricos, Geofísicos y Astronómicos de Filipinas (PAGASA) comenzó a emitir avisos sobre la tormenta, dándole el nombre local "Pogi", aunque el tifón permanecería fuera del país. El 8 de septiembre, Maemi comenzó a experimentar una rápida intensificación debido al aumento del flujo de salida, ayudado por el flujo de una vaguada de onda corta que se acercaba. A las 1200 UTC del 9 de septiembre, el JTWC estimó vientos sostenidos de 1 minuto de 240 km/h y designó a Maemi como un súper tifón. Al día siguiente, la misma agencia estimó vientos máximos de 280 km/h y ráfagas de 335 km/h, el equivalente a una categoría 5 en la escala Saffir-Simpson. A las 1200 UTC del 10 de septiembre, la JMA estimó vientos máximos de 10 minutos de 195 km/h y una presión barométrica mínima de 910 mbar mientras que la tormenta estaba a 155 km al sureste de Japón. isla de Miyako-jima. En la intensidad máxima, Maemi era un pequeño tifón, con vientos huracanados que se extendían a solo 240 km del ojo bien definido.
Alrededor del momento de máxima intensidad, Maemi estaba desacelerando su movimiento hacia adelante y comenzó a girar hacia el norte, después de que la depresión que se movía hacia el este debilitara la cresta. A las 1900 UTC del 10 de septiembre, el tifón pasó a 10 km de Miyako-jima. Mientras el ojo pasaba sobre la isla, la presión cayó a 912 mbar y los vientos alcanzaron los 250 km/h. Maemi se debilitó levemente mientras continuaba hacia el norte, pasando a unos 220 km al oeste de Okinawa el 11 de septiembre mientras se sometía a un ciclo de reemplazo de la pared del ojo. Las condiciones cada vez más hostiles de la vaguada que se acercaba causaron un mayor debilitamiento, y el JTWC estimó que el tifón pasó justo al este de la Provincia de Jeju con vientos de 1 minuto de 185 km/h a las 0600 UTC del 12 de septiembre. Poco después, Maemi tocó tierra justo al oeste de Busan, Corea del Sur, con la JMA estimando vientos de 10 minutos de 140 km/h, y JTWC estimando vientos de 1 minuto de 165 km/h. Risk Management Solutions estimó vientos que tocaron tierra de 190 km / h (120 mph), que superaron al tifón Sarah en 1959. Esto convirtió a Maemi en el tifón más fuerte que azotó el país desde que la Administración Meteorológica de Corea comenzó a mantener registros en 1904. La tormenta pudo mantener gran parte de su intensidad debido a las cálidas temperaturas de la superficie del mar y su rápido avance. Maemi se debilitó rápidamente al estado de tormenta tropical mientras se movía sobre la tierra, y estaba experimentando una transición extratropical cuando ingresó al Mar del Japón. El aumento de la cizalladura del viento eliminó la convección del centro de circulación cada vez más mal definido. El JTWC emitió su advertencia final sobre Maemi a principios del 13 de septiembre, declarando que la tormenta era extratropical. La JMA hizo lo mismo más tarde ese día, rastreando a Maemi sobre el norte de Japón y declarándolo extratropical sobre el Mar de Ojotsk. Los restos de Maemi persistieron durante varios días más, hasta que la JMA dejó de rastrearlo el 16 de septiembre al suroeste de la península de Kamchatka. Según el registro meteorológico de los Marineros, los restos de Maemi continuaron hacia el este, y finalmente golpearon la costa de Alaska el 21 de septiembre.